# Jon Davison (Filmproduzent)
Jon Davison (* 21. Juli 1949 in Haddonfield, New Jersey) ist ein US-amerikanischer Filmproduzent.

## Leben
Davison studierte an der New York University unter anderem unter Martin Scorsese. Er zog nach Los Angeles und schloss sich 1972 Roger Cormans Filmgesellschaft New World Pictures an. Dort war er zunächst für Public Relations zuständig, übernahm dann jedoch auch weitere Aufgaben. So war er unter anderem Second Unit Regisseur für Rock ’n’ Roll Highschool und betreute einige Filme als Produzent, darunter das Spielfilmdebüt von Ron Howard. 1980 verließ er New World Pictures und arbeitete fortan als selbständiger Produzent.
Seit sich Davison aus dem Filmgeschäft zurückgezogen hat, lebt er auf einer Ranch in Colorado.

## Filmografie (Auswahl)
- 1974: Liebe böse Mama (Big Bad Mama)
- 1978: Piranhas (Piranha)
- 1980: Die unglaubliche Reise in einem verrückten Flugzeug (Airplane!)
- 1982: Der weiße Hund von Beverly Hills (White Dog)
- 1983: Unheimliche Schattenlichter (Twilight Zone: The Movie)
- 1984: Top Secret!
- 1987: RoboCop
- 1990: RoboCop 2
- 1994: Schneesturm im Paradies (Trapped in Paradise)
- 1997: Starship Troopers
- 2000: The 6th Day
- 2004: Starship Troopers 2: Held der Föderation (Starship Troopers 2: Hero of the Federation)

## Auszeichnungen
- 1998 – Satellite-Awards-Nominierung für Starship Troopers